# Hermann Pachnicke

Hermann Pachnicke

Hermann Pachnicke (* 14. April 1857 in Spandau; † 3. Februar 1935 in Berlin) war ein deutscher Schriftsteller und Politiker (DFP, FVg, FVP, DDP).

## Leben und Beruf
Nach dem Abitur studierte Pachnicke, der evangelischen Glaubens war, Philosophie und Staatswissenschaften an den Universitäten in Berlin und München. In Berlin wurde er Mitglied der Landsmannschaft Spandovia. 1882 wurde er in Halle an der Saale zum Dr. phil. promoviert. Von 1888 bis 1890 arbeitete als Dozent für Nationalökonomie und öffentliches Recht an der Humboldt-Akademie in Berlin.

## Partei
Pachnicke war während des Kaiserreichs zunächst Mitglied der Deutsch-Freisinnigen Partei. Nach deren Spaltung schloss er sich der Freisinnigen Vereinigung an, für die er 1902 mit Richard Roesicke ein sozialpolitisches Programm ausarbeitete. Sein weiterer Weg führte ihn dann in die Fortschrittliche Volkspartei, in der 1910 alle linksliberalen Gruppierungen des Reichs aufgingen. Nach dem Ersten Weltkrieg beteiligte sich Pachnicke 1918 an der Gründung der DDP, deren erstes Parteiprogramm er mitentwarf.

## Abgeordneter
Von 1890 an gehörte Pachnicke bis zum Ende des Kaiserreiches dem Reichstag an. Er vertrat dort den Reichstagswahlkreis Großherzogtum Mecklenburg-Schwerin 3 Parchim-Ludwigslust. Sein erstes Mandat errang Pachnicke in der Reichstagswahl 1890 für die Deutsch-Freisinnige Partei. Für den 9. Reichstag kandidierte er zwar als Kandidat der Freisinnigen Volkspartei, schloss sich jedoch dann im Verlauf der Legislaturperiode der Freisinnigen Vereinigung an, für die er auch in den folgenden drei Reichstagswahlen (1898, 1903, 1907) antrat. In der letzten Legislaturperiode vor dem Ersten Weltkrieg repräsentierte er dann die Fortschrittliche Volkspartei. Pachnicke setzte sich für die Schaffung eines Reichsarbeitsamts ein, dessen Errichtung auf seinen Antrag hin 1901 vom Reichstag beschlossen wurde. Von 1907 bis 1918 war er außerdem Mitglied des preußischen Abgeordnetenhauses, wo er seit 1914 Vorsitzender der Fraktion der Fortschrittlichen Volkspartei war. Er gehörte 1919/20 war als Mitglied der Deutschen Demokratischen Partei der Weimarer Nationalversammlung an, für die er anschließend bis Mai 1924 erneut Reichstagsabgeordneter war.

## Veröffentlichungen
- mit Hans Hermann Freiherr von Berlepsch: Die Errichtung eines Reichsarbeitsamtes. Fischer, Jena 1901.
- Die mecklenburgische Verfassungsfrage. Freise, Parchim 1907.
- Führende Männer im alten und im neuen Reich. Hobbing, Berlin 1930.